# Euphorbia atoto
Euphorbia atoto är en törelväxtart som beskrevs av Johann Georg Adam Forster. Euphorbia atoto ingår i släktet törlar, och familjen törelväxter. IUCN kategoriserar arten globalt som sårbar. Inga underarter finns listade i Catalogue of Life.